# Sepia (Rhombosepion)
Pour les articles homonymes, voir Sepia.
Sous-genre
Le sous-genre Sepia (Rhombosepion) comprend des mollusques céphalopodes de l'ordre des Sepiida (seiches).

## Liste des espèces
Selon ITIS (1er juin 2024) :
- Sepia acuminata (Smith, 1916)
- Sepia cultrata (Hoyle, 1885)
- Sepia elegans (Blainville, 1827) - seiche élégante
- Sepia hedleyi (Berry, 1918)
- Sepia hieronis (Robson, 1924)
- Sepia madokai (Adam, 1939)
- Sepia opipara (Iredale, 1926)
- Sepia orbignyana (Férussac in D'Orbigny, 1826) - seiche rosée
- Sepia reesi (Adam, 1979)
- Sepia rex (Iredale, 1926)
- Sepia vossi (Khromov, 1996)

Selon World Register of Marine Species (1er juin 2024), Rhombosepion est considéré comme un genre constitué de 4 espèces :
- Rhombosepion elegans (Blainville, 1827)
- Rhombosepion omani (Adam & Rees, 1966)
- Rhombosepion orbignyanum (A. Férussac, 1826)
- Rhombosepion prashadi (Winckworth, 1936)